# Komubook
Komubook — видавництво, що діє на засадах громадського фінансування, тобто забезпечує збір коштів, переклад книжок, підготовку макетів та друк. Почало роботу в жовтні 2015 року.
За словами засновника проєкту Павла Шведа, причиною створення видавництва стала недостатня кількість цікавих перекладних видань українською мовою через економічну кризу. Для очільника видавництва важливою є наявність першорядних світових авторів на книжковому ринку України українською мовою.

## Опис
Книги для видання пропонує Павло Швед, оцінюючи загальнокультурну важливість певного автора. Видавничий акцент встановлений на класиці XX століття, з якої на книжковому ринку України представлено обмаль творів. Водночас із процесом придбання прав не видання книги часто здійснюється вже сам переклад твору. Відтак оголошується збір коштів, що ознаменовується версткою, коректурою, друком і відправленням книжок учасникам збору коштів.
Komubook працює з українськими перекладачами Гєником Бєляковим, Романом Осадчуком, Петром Таращуком, Тарасом Бойком, Андрієм Рєпою й іншими. Оформлення обкладинок для видань проєкту виконує дизайнер Варвара Перекрест.
Проєкт націлений передусім на видання художніх творів відомих зарубіжних авторів, які давно мали видати українською мовою, але з тих чи інших причин ніхто з традиційних українських видавців цього не зробив або попередні видання давно розпродані.

### Результати

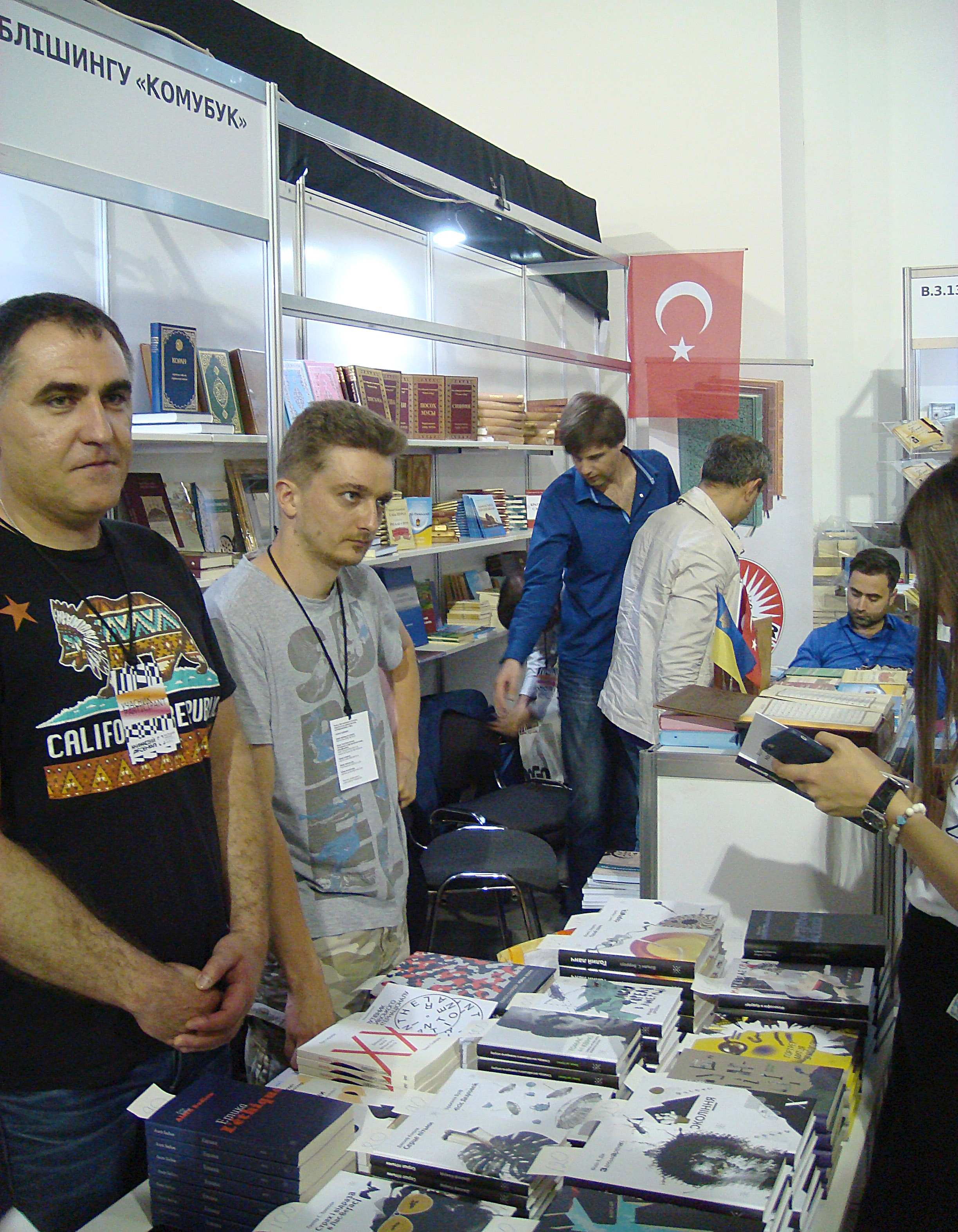
Стенд Комубук на Мистецькому арсеналі 2018: видавці

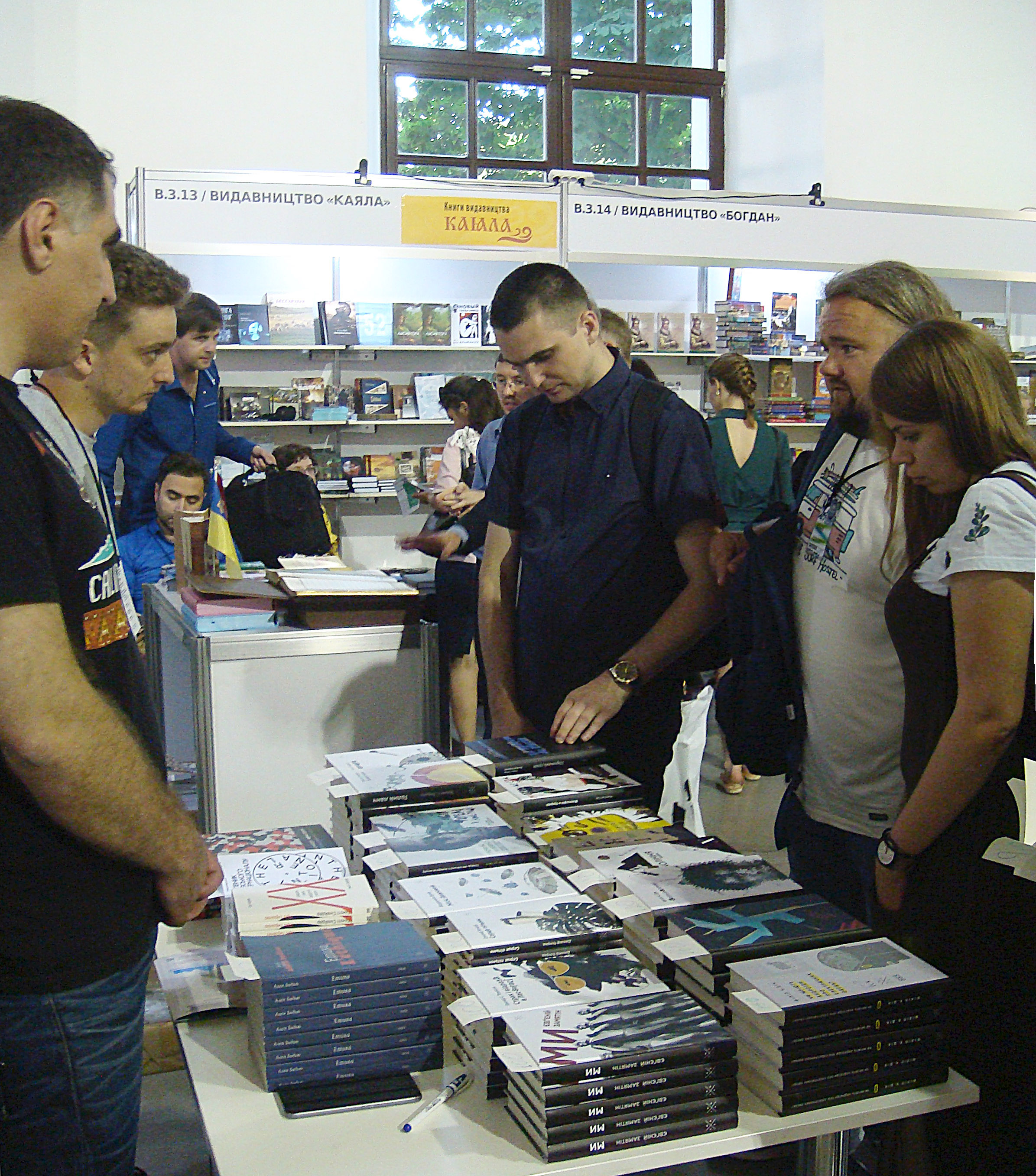
Стенд Комубук на Мистецькому арсеналі 2018: читачі

Перша черга зборів налічувала 47,655 грн, друга — 109 тис., третя — 178 тис. грн. Найпопулярнішою за весь час зборів стала книга «Людина у високому замку» — роман Філіпа Діка.

## Принцип діяльності
Видання книжок здійснюється таким чином: видавництво пропонує перелік творів і оцінює вартість їхнього видання (пізніше в книгарнях ціна буде вища). На сайті платформи з'являється перелік книжок з анотаціями, починається збір коштів, який може тривати 1-2 місяці. Коли потрібну суму назбирали, Komubook видає книжку і розсилає її всім учасникам, які заздалегідь зробили внески. Пересилання замовлень забезпечує інтернет-магазин Yakaboo.
Книжки можна замовити і оплатити для себе, можна як благодійний внесок для поповнення фондів українських бібліотек. Таку можливість передбачає програма Komubook Biblio, яку проводять Komubook і Українська бібліотечна асоціація. Також ті, хто бажає підтримати проєкт, можуть заплатити за одну книжку кратну суму і, залежно від розміру внеску, отримати книжку з автографом перекладача, потрапити до списку благодійників на сайті та у книжці.
У тому разі, якщо потрібну суму зібрати не вдалося, то, за умовами роботи платформи Komubook, проєкт або дофінансовує видання своїми коштами і видає книжку, або повертає гроші всім учасникам, які зробили внесок.
Збір коштів на першу чергу видань проходив три місяці, при цьому вдалося зібрати в середньому 18—20 % від необхідної суми. Засновник платформи Павло Швед дофінансував цю чергу власним коштом і всі п'ять книжок було видано. Фінансування другої черги з семи книжок під кінець двомісячного терміну збору коштів також складало в середньому близько 20 % (роман Філіпа Діка «Чи мріють андроїди про електричних овець?» зібрав більше 40 % необхідного). Ця серія також була видана завдяки дофінансуванню видавцем. Павло Швед наступним чином пояснив своє рішення видати всі книжки попри низьку підтримку:

Я свідомо пішов на це, по-перше, розуміючи, що такий дещо незвичний проект як «Комубук», на момент старту абсолютно нікому невідомий, вимагає трохи часу, щоб розправити крила, а по-друге тому, що мені самому дуже хотілося врешті побачити ці (та інші) цікавезні книжки українською.

Однак, за три тижні до кінця збору коштів на третю чергу видань було зібрано лише близько 12 % запланованої суми, що ставить під сумнів фінансові перспективи та доцільність існування проєкту. Павло Швед звернувся до читачів з відкритим листом, у якому закликав їх підтримати проєкт.

## Керівник проєкту
Павло Швед — культуролог, есеїст, перекладач. Закінчив лінгвістичний університет. Багато років цікавиться теоріями лаканівського психоаналітика та філософа Славоя Жижека.